# Oratorio di Sant'Anna (Castel Goffredo)

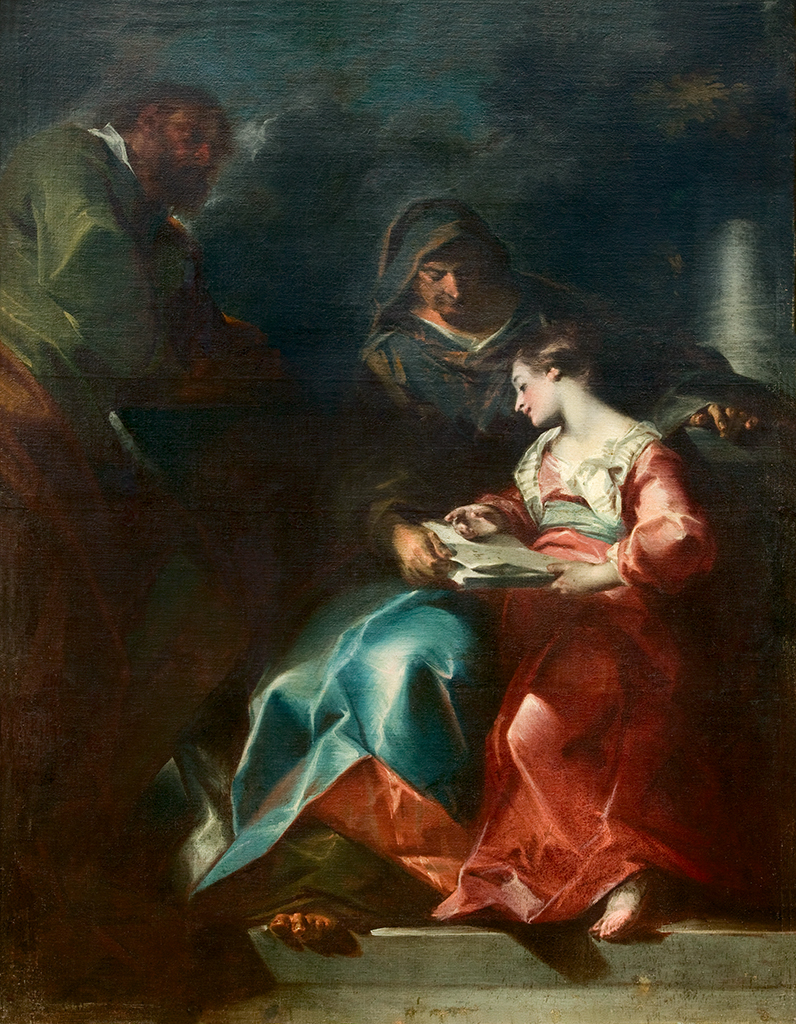
Educazione della Vergine, MAST Castel Goffredo.

L'oratorio di Sant'Anna  è un edificio religioso situato nella frazione Sant'Anna, in via Malcantone (ex- Ceresole ?), alla periferia est di Castel Goffredo, in provincia di Mantova.

## Storia e descrizione
L'oratorio fu fatto costruire nel 1727 a spese del dottor Nicola Zaltieri e il 15 dicembre 1729 venne celebrata la prima messa da don Antonio Bronzi, delegato del vescovo di Mantova.
La facciata è tripartita e quattro lesene sostengono il timpano.
L'interno è a tre navate e volta a botte. Nell'abside era collocata un'importante tela del pittore mantovano Giuseppe Bazzani, Educazione della Vergine, del 1729 circa, ora al museo MAST Castel Goffredo.